# Coelioxys auripes
Coelioxys auripes är en biart som beskrevs av Heinrich Friese 1922. Coelioxys auripes ingår i släktet kägelbin, och familjen buksamlarbin. Inga underarter finns listade i Catalogue of Life.